# Damigny
Damigny é uma comuna francesa na região administrativa da Normandia, no departamento Orne. Estende-se por uma área de 4,81 km². Em 2010 a comuna tinha 2 542 habitantes (densidade: 528,5 hab./km²).